# Julio Ramírez
Julio Ramírez – piłkarz paragwajski, napastnik.
Jako piłkarz klubu Club Nacional wziął udział w turnieju Copa América 1922, gdzie Paragwaj został wicemistrzem Ameryki Południowej. Ramírez zagrał w dwóch meczach - z Brazylią i Chile (zdobył bramkę).
Następnie wziął udział w turnieju Copa América 1925, gdzie Paragwaj zajął ostatnie, trzecie miejsce. Ramírez zagrał w trzech meczach - dwóch z Brazylią oraz z Argentyną.